# Großhöflein
Großhöflein (ungerska: Nagyhöflány, kroatiska: Velika Holovajna) är en ort och kommun  i Österrike. Den ligger i distriktet Eisenstadt-Umgebung i förbundslandet Burgenland, i den östra delen av landet. Antalet invånare var 2 091 året 2023. Arean är 14,3 kvadratkilometer.
Orten är i väst ihopkopplad med Müllendorf.